# 에른스트 오페르트

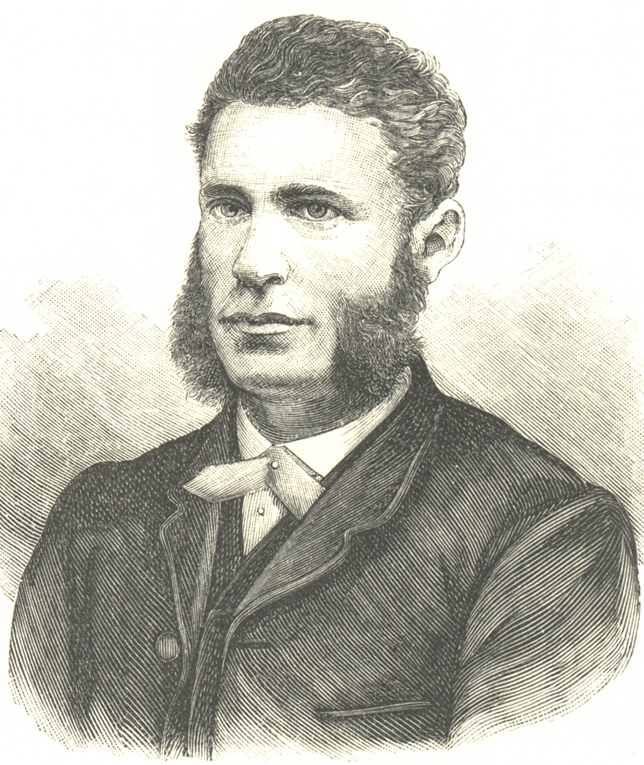
에른스트 오페르트

에른스트 야코프 오페르트(독일어: Ernst Jakob Oppert, 1832년 12월 5일 ~ 1903년 9월 19일)는 프로이센의 유대계 상인으로 중국 상하이에서 상업에 종사하였다. 1866년(고종 3) 쇄국중이었던 조선과의 통상을 개설하고자 시도했으나 실패하자, 1868년에 천주교 탄압에 보복한다는 명분하에 흥선대원군의 부친 남연군의 묘를 도굴하는 만행을 저질렀다. 이 일로 인해 병인박해로부터 시작된 천주교에 대한 탄압이 더욱 거세졌고 대원군의 통상수교거부정책은 더욱 강화되었다.
1886년에 《금단의 나라: 조선기행》을 저술하여 한국의 민속 ·풍경 등을 널리 알렸는데, 이 책은 《하멜 표류기》와 더불어 외국인에 의해 쓰여진 귀중한 국사자료이기도 하다.

## 생애
오페르트는 함부르크의 부유한 유대인 은행가에서 태어났다. 두 형제,울리우스(Julius Oppert)와 구스타프(Gustav Solomon Oppert)는 독일의 대표적인 동양학자가 되었고, 오페르트는 1851년에 홍콩에서 무역업을 시작했다. 이 회사가 1867년에 파산할 무렵, 에른스트는 당시 서역과의 통상 수교를 거부하고 있던 조선과의 교역에 흥미를 품게 되었다. 그래서, 고종 치하 1866년에 영국인 모리슨과 함께 로나(The Rona)호를 타고 충남 아산만 해미현 조금포(調琴浦)에 들어와 조선에 통상 요구를 하였으나 거절당하였고 그 해 다시 강화도의 갑곶진에서 통상을 요구하려 했으나, 때마침 일어난 병인박해 탓에 실패하였다.
이에 오페르트는 상하이에서 프랑스 출신 천주교 신부인 스타니스라스 페롱(Stanislas Féron)과 함께 음모를 계획하고 2년 후인 1868년 프랑스 신부 페롱(Feron)과 미국인 젠킨스(Jekins)를 대동하고 차이나호를 타고 충청도 행담도(行擔島)에 정박, 조선의 천주교 탄압에 보복한다고 구만포에 상륙한 후 덕산군청을 습격하여 무기를 탈취하였고, 가야동에 소재하고 있는 흥선대원군의 생부인 남연군(南延君)의 묘를 파헤치고자 하였다. 이것이 남연군 분묘 도굴사건이다. 그러나 무덤 위에 놓인 견고한 생석회층으로 인해 도굴에 실패하였다. 그 후 다시 인천 영종진을 습격 또는 통상을 요구하다 실패하고 물러갔다. 그는 《금단의 나라 조선 기행》(Ein verschlossenes Land. Reisen nach Corea./A Locked Country. Trips to Korea.)이라는 책을 지었는데, 《하멜 표류기》와 함께 외국인이 쓴 한국의 역사 자료이다. 이것은 지지 · 인종 · 국법과 정체 · 역사 · 풍속 및 관습 · 종교 · 언어와 문자 · 산업 · 박물 · 상업 등 사회 각 분야에걸친 내용을 6장으로 나누어 서술하고 있어 19세기 서양인에 의한 한국 연구의 하나로서 서지학적 가치를 지니며, 또 오페르트가 행위의 전제로서 갖고 있던 조선에 대한 인식을 알려주는 자료이다.

## 참고 자료
- 이 문서에는 다음커뮤니케이션(현 카카오)에서 GFDL 또는 CC-SA 라이선스로 배포한 글로벌 세계대백과사전의 내용을 기초로 작성된 글이 포함되어 있습니다.

## 같이 보기
- 프레더릭 헨리 배리 젠킨스(Frederick Henry Barry Jenkins) - 도굴기획 물주
- 토머스 블레이크 글러버
- 귀도 베어벡(영어판)
- 어니스트 메이슨 새이토
- 매튜 C. 페리
- 제임스 커티스 헵번
- 자딘 매티슨
- 로버트 네일 워커(Robert Nale Walker)